# Aristida antoniana
Aristida antoniana är en gräsart som beskrevs av Ernst Gottlieb von Steudel och Johann es Christoph Christian Döll. Aristida antoniana ingår i släktet Aristida och familjen gräs.
Artens utbredningsområde är Peru. Inga underarter finns listade i Catalogue of Life.